# Elis (álbum de 1972)
Elis é o décimo álbum de estúdio da cantora Elis Regina, lançado em 1972 pela gravadora Phonogram. Este é o primeiro álbum de Elis após sua separação de Ronaldo Bôscoli e o primeiro após César Camargo Mariano ter saído da banda de Wilson Simonal e tornado-se músico e arranjador da cantora. O disco traz hits consideráveis da sua carreira como "Bala com Bala", "20 Anos Blue", "Casa no Campo" e "Atrás da Porta".
Apesar de anúncios de uma nova remasterização do disco em 2012 e 2018, apenas em 17 de março de 2021, no seu 76º aniversário, a Universal Music do Brasil lançou em formato digital e tiragem limitada de CD e vinil uma edição com nova mixagem do álbum, produzida por João Marcello Bôscoli, filho da cantora.

## Lista de faixas
| Lado A |                        |                                    |         |  |
| N.º    | Título                 | Compositor(es)                     | Duração |  |
| 1.     | "20 Anos Blue"         | Vitor Martins / Sueli Costa        | 3:11    |  |
| 2.     | "Bala com Bala"        | Aldir Blanc / João Bosco           | 3:12    |  |
| 3.     | "Nada Será como Antes" | Milton Nascimento / Ronaldo Bastos | 2:45    |  |
| 4.     | "Mucuripe"             | Belchior / Fagner                  | 2:27    |  |
| 5.     | "Olhos Abertos"        | Guarabyra / Zé Rodrix              | 2:37    |  |
| 6.     | "Vida de Bailarina"    | A. Seixas / D. Silva               | 2:25    |  |

| Lado B         |                   |                                         |         |  |
| N.º            | Título            | Compositor(es)                          | Duração |  |
| 7.             | "Águas de Março"  | Antônio Carlos Jobim                    | 3:05    |  |
| 8.             | "Atrás da Porta"  | Chico Buarque / Francis Hime            | 2:48    |  |
| 9.             | "Cais"            | Milton Nascimento / Ronaldo Bastos      | 3:17    |  |
| 10.            | "Me Deixa Em Paz" | Ronaldo Monteiro / Ivan Lins            | 2:10    |  |
| 11.            | "Casa no Campo"   | Tavito / Zé Rodrix                      | 2:45    |  |
| 12.            | "Boa Noite Amor"  | Francisco Mattoso / José Maria de Abreu | 2:23    |  |
| Duração total: | Duração total:    | Duração total:                          | 32:05   |  |

## Ficha técnica
- Direção de produção: Roberto Menescal
- Assistente de produção: Sepé Tiaraju de los Santos
- Técnicos de gravação: Ary, João e Toninho
- Estúdio Phonogram
- Arranjos: César Camargo Mariano
- Corte de acetato: Joaquim Figueira
- Fotos: José Maria de Melo
- Capa: Aldo Luiz